# نخوالین
نخوالین (به چکی: Nechvalín) یک منطقهٔ مسکونی در جمهوری چک است که در ناحیه هودونین واقع شده‌است. نخوالین ۴٫۲۳ کیلومتر مربع مساحت و ۳۵۷ نفر جمعیت دارد و ۲۷۴ متر بالاتر از سطح دریا واقع شده‌است.